# Lucio Aurelio Galo (cónsul 198)
Lucio Aurelio Galo (en latín: Lucius Aurelius Gallus; fl. 193-202) fue un político y militar romano del siglo II, durante el reinado del emperador Septimio Severo.

## Carrera política
Luchó con Septimio Severo en 193, al mando de una de las legiones de  Panonia Superior; una inscripción prueba que Galo fue cónsul en 198 junto con Publio Marcio Sergio Saturnino, y en 202 se convirtió en gobernador de Mesia Inferior.